# Sultan bin Abdul Aziz
Sultan bin Abdul Aziz Al Saud (arabiska: سلطان بن عبدالعزيز آل سعود), även kallad Sultan Al-Khair, född 5 januari 1928 i Riyadh, död 22 oktober 2011 i New York, var kronprins av Saudiarabien och främst i den saudiska successionsordningen. Han var även vice premiärminister och försvars- och flygminister.
Han var Ibn Sauds femtonde son och halvbror till Abdullah bin Abdul Aziz. Sultan bin Abdul-Aziz Al Saud blev kronprins 2005 då Abdullah bin Abdul Aziz blev kung.
En vecka efter hans död utsåg kung Abdullah Sultans bror Nayef bin Abdul Aziz till efterträdare som kronprins.

## Fruar och barn
- Prinsessan Monera bint Abdul-Aziz bin Mousad Al Saud (död)
- Prinsessan Houda bint Abdullah Al Sheikh
- Prinsessan Areej bint Salem Al Maree
- Prinsessan Hussa bint Muhammed bin Abdulaziz bin Turki (skild)
- Prinsessan Jowaher bint Mohammed bin Saud bin Nasser Al Farhan Al Saud (skild)
- Prinsessan Mouda bint Saud Al Kabeer Al Saud (skild)
- Prinsessan Mounira biny Machaal bin Saud Al Rashid (död)
- Prinsessan Leila bint Thanian Al Saud (skild)
- Prinsessan Mouda bint Salman Al Mandeel Al Khaldi (skild)
- Prinsessan Dina bint Abdulhamid Alsahhaf (skild)
- Prinsessan Maha bint Abdullah Al Binyan (Skild)
- Prinsessan Abir bint Fahd Al Faisal Al Farhan Al Saud (Skild)
- Prinsessan Ghadir bint Shawaan Al Shibani (skild)

Med sina många fruar fick Sultan bin Abdul Aziz sammanlagt 32 barn. Hans äldste son Khalid bin Sultan (född 1949) var under en period Saudiarabiens vice försvarsminister. Bandar bin Sultan (född 1949), född till en slavkonkubin , har suttit i landets säkerhetsråd. Sultan bin Abdul Aziz dotter Reema är gift med Saudiarabiens kronprins Muhammed bin Nayef.